# Ruslan Gaziev
Ruslan Gaziev (16 de agosto de 1999) es un deportista de Canadá que compite en natación. Ganó dos medallas de oro en el Campeonato Mundial Junior de Natación de 2017, en las pruebas de 4 × 100 m libre mixto y 4 × 100 m estilos mixto.